# Агапєєв Сергій Володимирович
Агапєєв Сергій Володимирович (нар. 15 вересня 1962 року, м. Будапешт, Угорщина) — український військовик. Нагороджений медалями та іншими відзнаками. Полковник запасу з 2006 року.

## Життєпис
Від 1966 року проживає в Україні.
Закінчив Хмельницьке вище артилерійське командне училище (1984). Працював на педагогічній роботі, служив на різних посадах у Радянській Армії та Збройних Силах України (1984—2000).
Від 2001 року — директор автомобільної школи Товариства сприяння обороні України у м. Тернополі.
Учасник ліквідації катастрофи на ЧАЕС; ліквідатор 2-ї категорії.